# Schieveen
 Polder Schieveen  (of Schieveense polder) is de naam van een polder en voormalig waterschap in de voormalige gemeente Overschie, nu Rotterdam, in de provincie Zuid-Holland. Het waterschap was van ca 1400 tot 1977 verantwoordelijk voor de drooglegging en de waterhuishouding van deze veenpolder. Het waterschap is in 1977 opgegaan in het Hoogheemraadschap van Delfland.

## Geografie
De polder ligt bij vliegveld Zestienhoven net ten noorden van  Rotterdam en bevindt zich nog in oorspronkelijke staat. Hij bestaat voornamelijk uit weidegebied. Volgens de gemeente Rotterdam, die al sinds 1946 plannen maakt voor de polder, is deze aan het 'verrommelen'. De natuurwaarde zou, met name aan de zuidzijde, in de toekomst beperkt zijn door de ligging naast het vliegveld en de toekomstige aanleg van een verbindingsweg tussen de A13 en de A16. Vogeltellingen laten echter zien dat het gebied belangrijk is voor bijvoorbeeld Grutto en Lepelaar.

## Gemaal
Het gemaal van de polder aan de Delftweg te Rotterdam is het oudste in Nederland nog in werking zijnde elektrisch aangedreven gemaal. Het wordt aangedreven door de oorspronkelijke elektromotor uit 1915 met een vermogen van 55 pk. Deze motor drijft een even oude centrifugaalpomp aan. Het gemaal heeft een capaciteit van 42 m³ per minuut bij een opvoerhoogte van 2,5 meter.

## Herinrichting
In het zuidelijke deel van de polder is in 2007 een klein deel met zand opgespoten voor de aanleg van een bedrijventerrein. Voortzetting van dit werk is door juridische stappen van de Vereniging Tegen Milieubederf voorkomen. Anno 2009 is er een ontwerp bestemmingsplan dat voorziet in de realisatie van 90 ha bedrijventerreinen, 28 villakavels en een 200 ha groot nat natuurgebied met veel moeras, dat in beheer zou komen van Natuurmonumenten. In 2012 bleek dat de gemeente Rotterdam afziet van het aanleggen van een bedrijventerrein, maar het agrarisch beheer van de polder wel wil beëindigen. Ze wil de natuurwaarde verbeteren en de polder ontsluiten met wandel- en fietspaden. Dit laatste zal  volgens Natuurmonumenten echter ten koste gaan van de weidevogelstand die in het gebied juist goed op peil gebleven is terwijl ze op veel plaatsen in Nederland ernstig achteruit gaat.
 In 2016 werd duidelijk dat het plan voor 400 hectare 'recreatief natuurgebied' aan de noordkant van de stad Rotterdam in zijn geheel zal worden uitgevoerd.